# Rau tàu bay
Loài rau cùng tên rau tàu bay xin xem thêm bài Gynura divaricata
Rau tàu bay hay còn gọi kim thất (danh pháp hai phần: Crassocephalum crepidioides) là một loài thực vật có hoa trong họ Cúc. Loài này được (Benth.) S.Moore mô tả khoa học đầu tiên năm 1912.. Cây thân thảo hàng năm mọc hoang dại ở những nơi thoáng, len lỏi trong các cánh rừng hoặc bìa rừng, ven suối ở các vùng núi rừng nhiệt đới.

## Mô tả
Thân thảo mập, có rãnh mọc đứng, cao khoảng 0,4 m đến 0,5 m nhưng cũng có thể tới 1 m. Có rễ cái màu trắng hoặc nâu. Lá to, mỏng, hình trứng dài, mép có răng cưa to hoặc có khía, có mùi thơm. Hoa lưỡng tính, tự hình đầu, hợp thành ngù, màu hồng nhạt đến đỏ và đỏ nâu, có mào lông mịn, trắng, mềm. Quả bé có mào lông.

## Phân bố
Ở các vùng có khí hậu nhiệt đới: phần lớn Châu Á, Châu Phi. Cũng tìm thấy ở một số bang của Mỹ , các đảo ở đông nam Địa Trung Hải , Quần đảo Cook...

## Đặc điểm sinh trưởng
Là loài cây một năm, thích hợp với đất ẩm, phân bố rộng. Có thể mọc ở những nơi có độ cao tới 2.500 m, có thể tái tạo bằng hạt nảy mầm hoặc bằng thân cây. Hoa nở từ tháng 9 đến tháng 2, ra quả từ tháng 10 đến tháng 3. Đầu các nhụy hoa lúc khô biến thành các túm bông nhẹ, bay theo gió, đem theo nhụy và hạt cây đi đến những nơi thuận lợi để sinh sôi.
Rau tàu bay còn được biết phổ biến nhờ trong chiến tranh Việt Nam, ở những vùng rừng núi nó là một trong những loài cây rừng chủ lực được chọn để thay rau xanh.

## Sử dụng
Tuy có tên là rau nhưng thực tế nó chỉ là một loài cỏ dại, có thể ăn được như rau nhưng do có nguồn gốc hoang dại, còn nhiều độc tính nên không được sử dụng nhiều hoặc trồng làm rau. Ở Việt Nam, đôi khi nó được sử dụng làm thực phẩm thay thế rau xanh nhưng rất hạn chế vì có mùi hắc rất khó chịu kể cả khi đã luộc chín.
Đọt non của cây có thể luộc, nấu canh, hoặc làm nộm trộn với hoa chuối... Trong thời gian chiến tranh, đặc biệt là chiến tranh Việt Nam, nó là món ăn thường xuyên của du kích, bộ đội khi hoạt động ở những vùng rừng núi do không có điều kiện để trồng rau xanh thường xuyên để tránh bị lộ nơi đóng quân hoặc những lúc hết lương thực.
Trong y học cổ truyền còn sử dụng rau tàu bay làm dược liệu.

## Thơ ca
Anh đã sống những tháng năm hào hứng
Ăn rau tàu bay, hát vỗ nhịp vào báng súng
(Về làng - Trần Đăng Khoa)
Cơm gạo mốc, mà tưởng cơm nếp mới
Rau "tàu bay" không muối cũng thành canh...
(Đêm tháng năm - Văn Thảo Nguyên)

## Tên gọi
Trong tài liệu phân loại khoa học bằng tiếng Việt thì có nhiều nhóm tài liệu tin cậy cho rằng danh từ Rau tàu bay là chỉ loài thực vật khác có danh pháp khoa học là Gynura divaricata (một loài nằm trong chi Kim thất, lá mọc cụm gần gốc, có củ giả sâm, lá non cũng được dùng như là rau ăn, phân bổ nhiều ở Trung trung bộ và Tây nguyên)

## Một vài hình ảnh về cây rau tàu bay

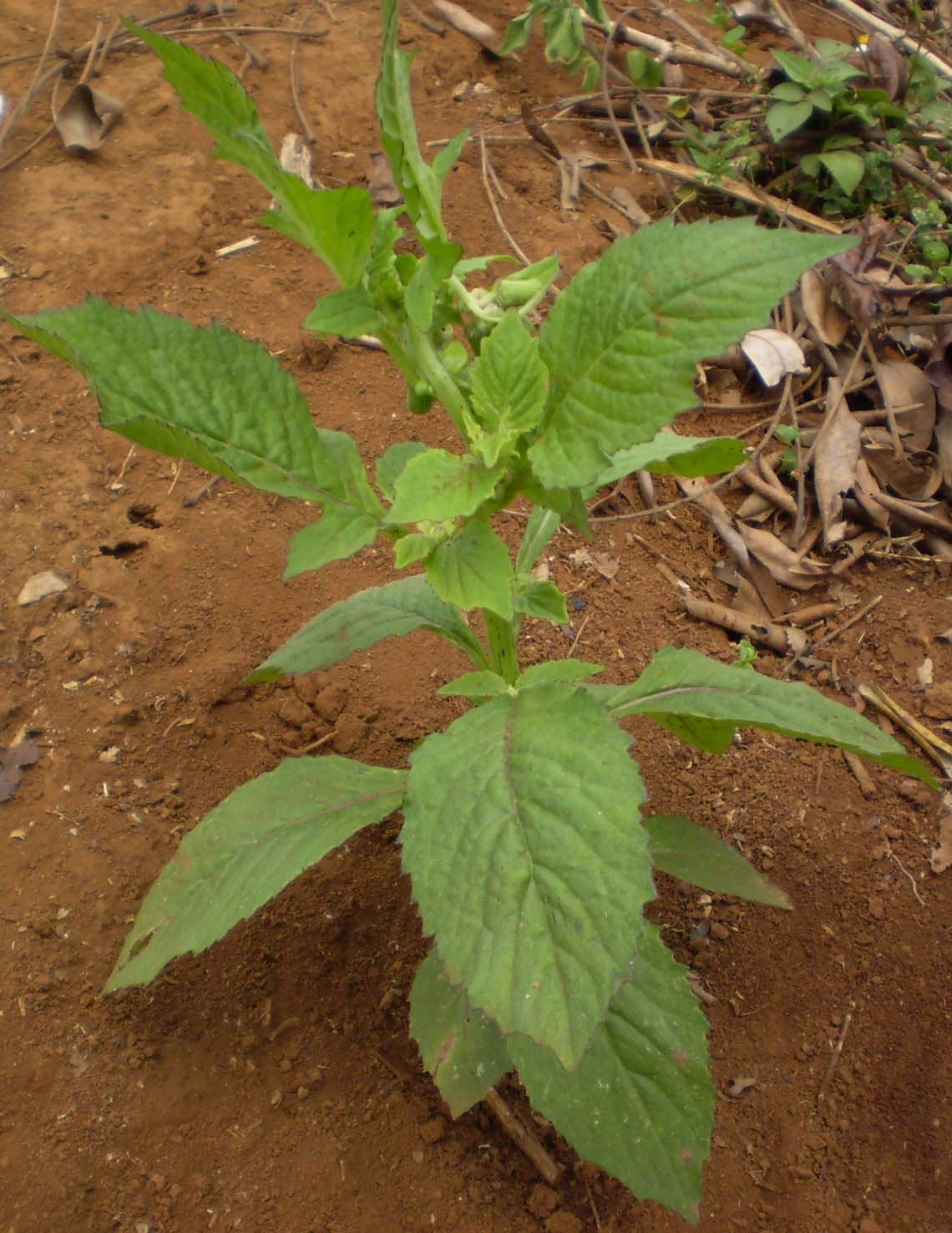
Cây rau tàu bay tại Cư Kuin, Đắk Lắk.
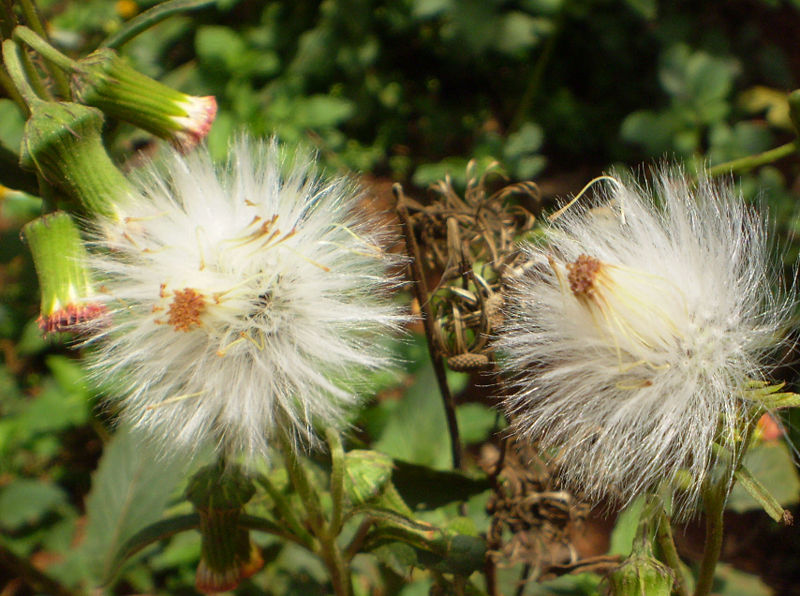
Nụ hoa đang nở
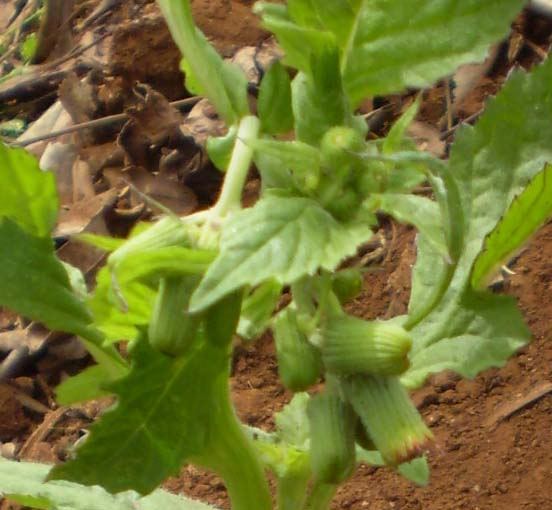
Nụ hoa.
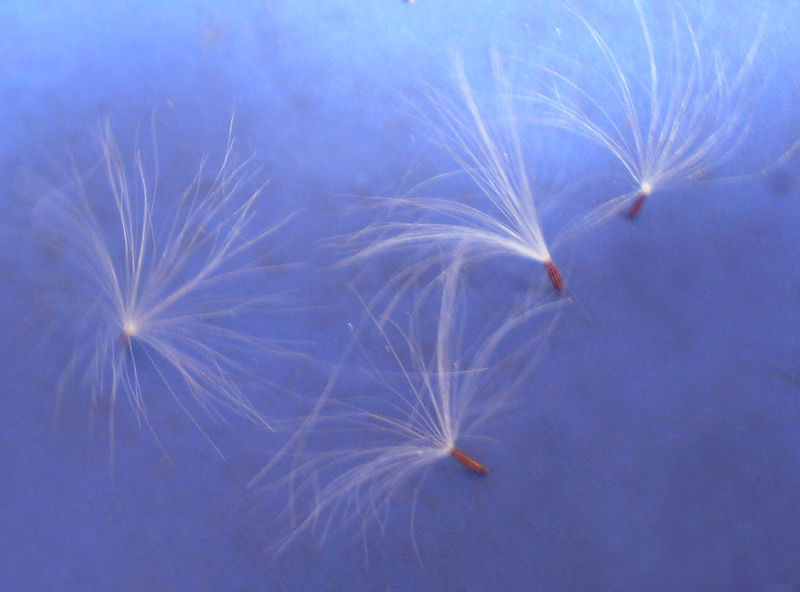
Nhụy hoa được bung ra từ nụ, theo gió bay mang theo hạt nằm dưới cánh.